# Вольбромув
Вольбромув (пол. Wolbromów, нім. Klein-Neundorf) — село в Польщі, у гміні Грифув-Шльонський Львувецького повіту Нижньосілезького воєводства.
Населення — 132 особи (2011).
У 1975-1998 роках село належало до Єленьоґурського воєводства.

## Демографія
Демографічна структура станом на 31 березня 2011 року:
|          | Загалом | Допрацездатний вік | Працездатний вік | Постпрацездатний вік |
| -------- | ------- | ------------------ | ---------------- | -------------------- |
| Чоловіки | 70      | 16                 | 45               | 9                    |
| Жінки    | 62      | 15                 | 34               | 13                   |
| Разом    | 132     | 31                 | 79               | 22                   |